# 라이후이위안
라이후이위안(중국어 정체자: 賴惠員, 병음: Lài Hùiyuán, 한자음: 뇌혜원, 1961년 6월 5일 ~ )은 타이완의 배우, 진행자이자 정치인으로, 2020년부터 타이난시 제1선거구 입법위원으로 활동해 왔다. 